# 대한민국 민법 제105조
대한민국 민법 제105조는 임의규정에 대한 민법총칙 조문이다.

## 조문
제105조(임의규정) 법률행위의 당사자가 법령 중의 선량한 풍속 기타 사회질서에 관계없는 규정과 다른 의사를 표시한 때에는 그 의사에 의한다.

第105條(任意規定) 法律行爲의 當事者가 法令 中의 善良한 風俗 其他 社會秩序에 關係없는 規定과 다른 意思를 表示한 때에는 그 意思에 依한다.

## 해설
집주인들을 실거주에만 묶어 놓은 주택임대차보호법 개정은 근대적인 민사 관계 대원칙인 사적 자치를 과도하게 제한하는 전근대적인 법률이라고 비판하는 의견이 있다.
금융투자업 미등록자와 맺은 투자일임계약도 단속규정을 위반하였을 뿐 유효하다고 보았다

## 참고 문헌
- 오현수, 일본민법, 진원사, 2014. ISBN 978-89-6346-345-2
- 오세경, 대법전, 법전출판사, 2014 ISBN 978-89-262-1027-7
- 이준현, LOGOS 민법 조문판례집, 미래가치, 2015. ISBN 979-1-155-02086-9

## 같이 보기
- 강행규정